# Aeroportul Dorunda
Aeroportul Dorunda (IATA: DRD, ICAO: YDOR) este un aeroport din Queensland, Australia.
Situat la o altitudine de 16 m, aeroportul dispune de o singură pistă.